# Campeonato Mundial de Curling Masculino de 2003
El XLV Campeonato Mundial de Curling Masculino se celebró en Winnipeg (Canadá) entre el 5 y el 14 de abril de 2003 bajo la organización de la Federación Mundial de Curling (WCF) y la Federación Canadiense de Curling.
Las competiciones se realizaron en la Winnipeg Arena de la ciudad canadiense.

## Tabla de posiciones
| Pos | Equipo         | G | P | G–P |
| --- | -------------- | - | - | --- |
| 1   | Canadá         | 8 | 1 | –   |
| 2   | Finlandia      | 7 | 2 | 1–0 |
| 3   | Suiza          | 7 | 2 | 0–1 |
| 4   | Noruega        | 6 | 3 | –   |
| 5   | Suecia         | 5 | 4 | –   |
| 6   | Dinamarca      | 4 | 5 | 1–0 |
| 7   | Escocia        | 4 | 5 | 0–1 |
| 8   | Estados Unidos | 2 | 7 | –   |
| 9   | Alemania       | 1 | 8 | 1–0 |
| 10  | Corea del Sur  | 1 | 8 | 0–1 |

## Cuadro final
|  | Semifinales | Semifinales |   |         | Final        | Final |  |
|  |             |             |   |         |              |       |  |
|  |             |             |   |         |              |       |  |
|  | Canadá      | 9           |   |         |              |       |  |
|  | Noruega     | 8           |   |         |              |       |  |
|  |             |             |   |         |              |       |  |
|  |             |             |   |         |              |       |  |
|  |             |             |   |         | Canadá       | 10    |  |
|  |             | Suiza       | 6 |         |              |       |  |
|  |             |             |   |         |              |       |  |
|  |             |             |   |         |              |       |  |
|  |             |             |   |         | Tercer lugar |       |  |
|  |             |             |   |         |              |       |  |
|  | Finlandia   | 1           |   | Noruega | 9            |       |  |
|  | Suiza       | 7           |   |         | Finlandia    | 7     |  |